# Pruszków (gmina w guberni warszawskiej)
Pruszków (od 1916 miasto Pruszków i Skorosze) – dawna gmina wiejska istniejąca w latach 1867–1916 w Warszawskiem. Siedzibą władz gminy była wieś Pruszków.

## Historia
Gmina Pruszków  powstała 13 stycznia 1867 roku w związku z reformą gminną w Królestwie Polskim. Należała do powiatu warszawskiego w guberni warszawskiej.
1 kwietnia 1916, na mocy rozporządzenia generał-gubernatora Hansa Hartwiga von Beselera, z gminy Pruszków miał być wyłączony i włączony do Warszawy folwark Rakowiec z należącą do niego posiadłością ziemską i położonym w niej skarbowym gruntem wojskowym. Rok później sprecyzowano dokładny przebieg granic Warszawy, w związku z czym obszar włączony do Warszawy opisano dokładniej, przy czym uległ on pewnym zmianom lokalnym. Ostatecznie do Warszawy włączono:
- folwark i wieś Rakowiec (z pogranicznymi gruntami wojskowo-fiskalnymi),
- kolonię Janków (obecnie obszar w okolicy ul. Białej Floty i Jankowskiej),
- kolonię Wyględów,
- oraz posiadłość ziemską nr 1 Leona Wilmana (ze wsi Szczęśliwice)[7].

Gmina Pruszków przestała funkcjonować z dniem 10 grudnia 1916 w związku z nadaniem osadzie fabrycznej Pruszków praw miejskich (wyodrębnieniem jako gmina miejska) i dołączeniem do niej wsi Pruszków, Józefów i Tworki, kolonii Wyględówek i Pohulanka oraz części osady Utrata (na południe od torów kolejowych), oraz przekształceniem pozostałego obszaru dotychczasowej jednostki w gminę Skorosze. Ponadto do nowego miasta Pruszków dołączono wsie Żbików (wraz ze Żbikówkiem) i Józefina z gminy Ożarów.